# Cristian Peñafiel
Cristian Peñafiel es un deportista ecuatoriano que compitió en taekwondo. Ganó una medalla de bronce en los Juegos Panamericanos de 1999, y dos medallas de bronce en el Campeonato Panamericano de Taekwondo en los años 2000 y 2002.

## Palmarés internacional
| Juegos Panamericanos    | Juegos Panamericanos | Juegos Panamericanos | Juegos Panamericanos |
| Año                     | Lugar                | Medalla              | Categoría            |
| ----------------------- | -------------------- | -------------------- | -------------------- |
| 1999                    | Winnipeg (Canadá)    | Medalla de bronce    | –80 kg               |
| Campeonato Panamericano |                      |                      |                      |
| Año                     | Lugar                | Medalla              | Categoría            |
| 2000                    | Oranjestad (Aruba)   | Medalla de bronce    | –78 kg               |
| 2002                    | Quito (Ecuador)      | Medalla de bronce    | –78 kg               |